# Lista de prêmios e indicações recebidos por Mickey Rourke
Esta é uma lista com os prêmios ganhos e indicações recebidas por Mickey Rourke. 

## Prêmios e indicações
| Academy Awards | Academy Awards | Academy Awards | Academy Awards | Academy Awards |
| Ano            | Filme          | Resultado      | Prêmio         | Categoria      |
| -------------- | -------------- | -------------- | -------------- | -------------- |
| 2009           | The Wrestler   | Indicado       | Oscar          | Melhor ator    |

| BAFTA Awards | BAFTA Awards | BAFTA Awards | BAFTA Awards     | BAFTA Awards |
| Ano          | Filme        | Resultado    | Prêmio           | Categoria    |
| ------------ | ------------ | ------------ | ---------------- | ------------ |
| 2009         | The Wrestler | Vencido      | BAFTA Film Award | Melhor ator  |

| Chlotrudis Awards | Chlotrudis Awards | Chlotrudis Awards | Chlotrudis Awards | Chlotrudis Awards     |
| Ano               | Filme             | Resultado         | Prêmio            | Categoria             |
| ----------------- | ----------------- | ----------------- | ----------------- | --------------------- |
| 2009              | The Wrestler      | Indicado          | Chlotrudis Awards | Ator favorito - drama |

| Screen Actors Guild Awards | Screen Actors Guild Awards | Screen Actors Guild Awards | Screen Actors Guild Awards | Screen Actors Guild Awards |
| Ano                        | Filme                      | Resultado                  | Prêmio                     | Categoria                  |
| -------------------------- | -------------------------- | -------------------------- | -------------------------- | -------------------------- |
| 2009                       | The Wrestler               | Indicado                   | Screen Actors Guild Awards | Ator favorito - drama      |

| Independent Spirit Award | Independent Spirit Award | Independent Spirit Award | Independent Spirit Award | Independent Spirit Award |
| Ano                      | Filme                    | Resultado                | Prêmio                   | Categoria                |
| ------------------------ | ------------------------ | ------------------------ | ------------------------ | ------------------------ |
| 2009                     | The Wrestler             | Venceu                   | Independent Spirit Award | Melhor ator - drama      |
| 1988                     | Barfly                   | Indicado                 | Independent Spirit Award | Melhor ator              |

| Golden Globes | Golden Globes | Golden Globes | Golden Globes | Golden Globes       |
| Ano           | Filme         | Resultado     | Prêmio        | Categoria           |
| ------------- | ------------- | ------------- | ------------- | ------------------- |
| 2009          | The Wrestler  | Venceu        | Golden Globes | Melhor ator - drama |

| Washington D.C. Area Film Critics Association | Washington D.C. Area Film Critics Association | Washington D.C. Area Film Critics Association | Washington D.C. Area Film Critics Association | Washington D.C. Area Film Critics Association |
| Ano                                           | Filme                                         | Resultado                                     | Prêmio                                        | Categoria                                     |
| --------------------------------------------- | --------------------------------------------- | --------------------------------------------- | --------------------------------------------- | --------------------------------------------- |
| 2009                                          | The Wrestler                                  | Venceu                                        | Washington D.C. Area Film Critics Association | Melhor ator - drama                           |

| San Francisco Film Critics | San Francisco Film Critics | San Francisco Film Critics | San Francisco Film Critics | San Francisco Film Critics |
| Ano                        | Filme                      | Resultado                  | Prêmio                     | Categoria                  |
| -------------------------- | -------------------------- | -------------------------- | -------------------------- | -------------------------- |
| 2009                       | The Wrestler               | Venceu                     | San Francisco Film Critics | Melhor ator - drama        |

| Broadcast Film Critics | Broadcast Film Critics | Broadcast Film Critics | Broadcast Film Critics | Broadcast Film Critics |
| Ano                    | Filme                  | Resultado              | Prêmio                 | Categoria              |
| ---------------------- | ---------------------- | ---------------------- | ---------------------- | ---------------------- |
| 2009                   | The Wrestler           | Venceu                 | Broadcast Film Critics | Melhor ator - drama    |

| San Diego Film Critics Society | San Diego Film Critics Society | San Diego Film Critics Society | San Diego Film Critics Society | San Diego Film Critics Society |
| Ano                            | Filme                          | Resultado                      | Prêmio                         | Categoria                      |
| ------------------------------ | ------------------------------ | ------------------------------ | ------------------------------ | ------------------------------ |
| 2009                           | The Wrestler                   | Venceu                         | San Diego Film Critics Society | Melhor ator - drama            |

| Toronto Film Critics Association | Toronto Film Critics Association | Toronto Film Critics Association | Toronto Film Critics Association | Toronto Film Critics Association |
| Ano                              | Filme                            | Resultado                        | Prêmio                           | Categoria                        |
| -------------------------------- | -------------------------------- | -------------------------------- | -------------------------------- | -------------------------------- |
| 2009                             | The Wrestler                     | Venceu                           | Toronto Film Critics Association | Melhor ator - drama              |

| Chicago Film Critics Association | Chicago Film Critics Association | Chicago Film Critics Association | Chicago Film Critics Association | Chicago Film Critics Association |
| Ano                              | Filme                            | Resultado                        | Prêmio                           | Categoria                        |
| -------------------------------- | -------------------------------- | -------------------------------- | -------------------------------- | -------------------------------- |
| 2009                             | The Wrestler                     | Venceu                           | Chicago Film Critics Association | Melhor ator - drama              |

| Florida Film Critics Circle | Florida Film Critics Circle | Florida Film Critics Circle | Florida Film Critics Circle | Florida Film Critics Circle |
| Ano                         | Filme                       | Resultado                   | Prêmio                      | Categoria                   |
| --------------------------- | --------------------------- | --------------------------- | --------------------------- | --------------------------- |
| 2009                        | The Wrestler                | Venceu                      | Florida Film Critics Circle | Melhor ator - drama         |

| Detroit Film Critics Society | Detroit Film Critics Society | Detroit Film Critics Society | Detroit Film Critics Society | Detroit Film Critics Society |
| Ano                          | Filme                        | Resultado                    | Prêmio                       | Categoria                    |
| ---------------------------- | ---------------------------- | ---------------------------- | ---------------------------- | ---------------------------- |
| 2009                         | The Wrestler                 | Venceu                       | Detroit Film Critics Society | Melhor ator - drama          |

| Satellite Awards | Satellite Awards | Satellite Awards | Satellite Awards | Satellite Awards        |
| Ano              | Filme            | Resultado        | Prêmio           | Categoria               |
| ---------------- | ---------------- | ---------------- | ---------------- | ----------------------- |
| 2009             | The Wrestler     | Indicado         | Satellite Award  | Melhor ator             |
| 2006             | Sin City         | Indicado         | Satellite Award  | Melhor ator coadjuvante |

| IFTA | IFTA     | IFTA      | IFTA   | IFTA                    |
| Ano  | Filme    | Resultado | Prêmio | Categoria               |
| ---- | -------- | --------- | ------ | ----------------------- |
| 2006 | Sin City | Vencido   | IFTA   | Melhor ator estrangeiro |

| Saturn Award | Saturn Award | Saturn Award | Saturn Award | Saturn Award            |
| Ano          | Filme        | Resultado    | Prêmio       | Categoria               |
| ------------ | ------------ | ------------ | ------------ | ----------------------- |
| 2006         | Sin City     | Vencido      | Saturn Award | Melhor ator coadjuvante |

| Razzie Awards | Razzie Awards   | Razzie Awards | Razzie Awards | Razzie Awards |
| Ano           | Filme           | Resultado     | Prêmio        | Categoria     |
| ------------- | --------------- | ------------- | ------------- | ------------- |
| 1991          | Desperate Hours | Indicado      | Razzie Awards | Pior ator     |
| 1991          | Wild Orchid     | Indicado      | Razzie Awards | Pior ator     |

| Boston Society of Film Critics | Boston Society of Film Critics | Boston Society of Film Critics | Boston Society of Film Critics | Boston Society of Film Critics |
| Ano                            | Filme                          | Resultado                      | Prêmio                         | Categoria                      |
| ------------------------------ | ------------------------------ | ------------------------------ | ------------------------------ | ------------------------------ |
| 1983                           | Diner                          | Venceu                         | Boston Society of Film Critics | Melhor ator coadjuvante        |

| National Society of Film Critics | National Society of Film Critics | National Society of Film Critics | National Society of Film Critics | National Society of Film Critics |
| Ano                              | Filme                            | Resultado                        | Prêmio                           | Categoria                        |
| -------------------------------- | -------------------------------- | -------------------------------- | -------------------------------- | -------------------------------- |
| 1983                             | Diner                            | Vencido                          | NSFC Award                       | Melhor ator coadjuvante          |